# Lorenzo Cicconi Massi
Lorenzo Cicconi Massi (Senigallia, 14 ottobre 1966) è un fotografo e regista italiano.

## Biografia
Lorenzo Cicconi Massi inizia a lavorare come fotografo professionista durante gli anni novanta. Nel 1991 si laurea in Sociologia con una tesi su Mario Giacomelli e il Gruppo Misa, un riferimento stilistico per il fotografo senigalliese al quale dedicherà nel 2011 un film-documentario "Mi ricordo Mario Giacomelli" realizzato a 10 anni dalla sua scomparsa. Nel 2000 entra a far parte dell'agenzia Contrasto, rappresentante in Italia dell'agenzia Magnum. Pubblicherà i propri lavori in riviste italiane e internazionali (Images, Newsweek, Io Donna, Sportweek, La Stampa, Ventiquattro, Meridiani) e in due personali nella Treffpunkt Galerie di Stoccarda nel 2004 e nella Stadthaus di Ulm nel 2005.
Nel 2003 esordisce alla regia con il lungometraggio Prova a volare i cui interpreti saranno un esordiente Riccardo Scamarcio e Alessandra Mastronardi con la partecipazione di Ennio Fantastichini ed Antonio Catania. Il film sarà distribuito dall'Istituto Luce solamente quattro anni dopo, nel 2007. Il film sarà in seguito inserito in programmazione su SKY cinema e su LA7, in una puntata della trasmissione “la valigia dei sogni”.
Nel 2007 viene premiato al World Press Photo ad Amsterdam nella categoria "sports feature singles" per gli scatti raffiguranti dei giovani calciatori cinesi in allenamento, emblema della preparazione di una nazione alle successive olimpiadi di Pechino del 2008. Sempre nel 2007 realizza la mostra Viaggio intorno a casa per la Fondazione FORMA di Milano, dove esporrà nuovamente in collettive nel 2009 con Territorio Italiano - Asta benefica per le vittime del terremoto, nel 2010 con Nature Sensibili, nel 2013 con Urban Storytellers e nel 2014 in Una passione fotografica. Nello stesso anno riceve il premio G.R.I.N (Amilcare Ponchielli) per gli scatti di "Fedeli alla Tribù".
Nel 2012 espone alla Triennale di Milano con il progetto di Altagamma “Italian Contemporary Essence", un progetto fotografico in collaborazione con importanti aziende del design italiano. Gli scatti saranno in seguito inclusi nel volume edito da Rizzoli International. Nel 2014 è fotografo ufficiale nel tour "L'anima vola" della cantante Elisa.
Nel 2016 la mostra “la grande bellezza del made in Italy” presso il Rettorato dell’Università Politecnica delle Marche.
Del 2016 è la mostra “Le Donne Volanti”, museo Nori De Nobili. Nel 2017 presso Galleria Contrasto Milano, poi a Palazzo Montecitorio in occasione della ricorrenza del 8 Marzo, su invito della Presidente della Camera Laura Boldrini.
Gli viene conferito il premio “Scanno dei fotografi”.
Nel Gennaio 2018 “le Donne Volanti” fanno parte della mostra New Perspective alla Triennale di Milano.
Nel maggio 2018 la mostra antologica alla rocca Roveresca di Senigallia “In Aria” (catalogo Capponi editore)
Giugno 2018 presso la Certosa di S. Giacomo di Capri, la mostra curata da Denis Curti, “ La Liquidità del movimento”, in collaborazione con Aterballetto fondazione per la danza.
Nel 2019 arriva in Africa presso il centro di Mthunzi e realizza le fotografie per il calendario AMANI 2021.
Riceve il premio “Buzzi “ a Benevento.
Lavora alla realizzazione di un progetto fotografico sulla città di Vetralla, che viene esposto in modo permanente nelle vie del centro storico.
Nel 2020 lavora in collaborazione con Faraci, Zoppolato, Munari e Comello al libro "SUITE n°5" che esce per Emuse editore.
Insegna “Il racconto fotografico” nella Scuola di giornalismo e fotografia “Jack London”, a Fermo.
Nel 2021 il libro “A disegnar le vigne” sulla viticultura in Valdobbiadene a cura di Denis Curti, ediz. Marsilio.
Nel 2021 la FIAF gli attribuisce l’onorificenza  MFI, maestro della fotografia italiana.
Nel 2023 esce la serie "Gli Ultimi Contadini".
A Settembre 2023 gli viene conferito il premio FRANCO ENRIQUEZ  a Sirolo.
Il 20 ottobre 2024 la mostra "Il Respiro della Terra", bi personale con Christian Tasso con la curatela di Alessia Locatelli, presso Villa Baruchello a Porto Sant' Elpidio.

## Opere

### Progetti fotografici
- "Le strade e i campi per giocare" (1990-1999)
- "Un altro mondo" (1999-2000)
- "Paesaggi delle Marche" (1999-2005)
- "Fedeli alla tribù" (2000-2003)
- "Cammino verso niente" (2008)
- "Le donne volanti" (2016)
- “Alberini e Arzigogoli” (2000-2017)
- "La liquidità del movimento" (2018)
- "Spiritus" (2020)
- "Flumen" (2021)
- "La Ballata degli Ulivi Morenti" (2020-2023)
- "Gli Ultimi Contadini" (2024)

### Lungometraggi
- "Prova a Volare" (2003), di Lorenzo Cicconi Massi, Busy Film, Istituto Luce Cinecittà[21]
- "Mi ricordo Mario Giacomelli" (2011), di Lorenzo Cicconi Massi, Contrasto[2]

## Mostre
- 2003, Roma, Mercati di Traiano, Circa 35 (Collettiva)[22]
- 2004, Milano, Palazzo Reale, Eurogeneration (Collettiva)[23]
- 2004, Stoccarda, TREFFPUNKT galerie, Mostra personale
- 2005 Ulm, Stadthaus Ulm, Mostra Personale
- 2005 Roma, Museo di Roma in Trastevere, Eurogeneration (Collettiva)[24]
- 2007, Milano, Palazzo della Triennale, Beijing In & Out (Collettiva)[25]
- 2009 Milano, Fondazione FORMA per la Fotografia, Territorio Italiano (Collettiva)
- 2010 Milano, Fondazione FORMA per la Fotografia, Nature Sensibili (Collettiva)
- 2011 Porto sant' Elpidio, teatro delle Api, "Giorni Inenarrabili", a cura di Gilberto Santini, una produzione AMAT.
- 2012 Spalato, salone GALIC, "Viaggio intorno a casa".
- 2012 Pesaro, spazio Pescheria, mostra collettiva " tracce di paesaggi" , a cura di Liceo artistico Mengaroni.
- 2013 Milano, Triennale, ALTAGAMMA - ITALIAN CONTEMPORARY EXCELLENCE, (collettiva) a cura di Cristina Morozzi.
- 2013 Milano, Fondazione FORMA per la Fotografia Urban Storytellers (Collettiva)[26]
- 2013 Firenze, Museo Salvatore Ferragamo,  partecipazione alla mostra (collettiva)  "Il Calzolaio Prodigioso"
- 2014 Milano, Fondazione FORMA per la Fotografia, Una Passione Fotografica (Collettiva)[27]
- 2015 partecipazione a Firenze Fondazione Marangoni “10 fotografi 10 storie 10 anni. Premio Ponchielli 2004-2014” a cura del G.R.I.N.
- 2016, Milano, Contrasto, Le donne volanti (Personale)
- 2016 Museo Nori De’ Nobili Ripe (AN) “ Le Donne Volanti” a cura di Simona Zava.
- 2016 mostra “la grande bellezza” presso rettorato Università di Ancona, a cura di Carlo Emanuele Bugatti.
- 2017 Milano, Contrasto, SEA(E)SCAPES. Visioni di Mare (Collettiva)[28]
- 2017 Palazzo Montecitorio Roma “ Le Donne Volanti” su invito della Presidente della Camera.
- 2017 galleria Contrasto Milano, “le donne volanti e altre storie” a cura di Alessia Paladini.
- 2018 Certosa di Capri “ La Liquidità del Movimento” a cura di Denis Curti.
- 2018 mostra antologica “ In Aria” presso Rocca Roveresca di Senigallia a cura di Simona Zava.
- 2018 inaugurazione di una sua opera "Le Donne Volanti"  presso il museo a cielo aperto città di Bibbiena
- 2018 mostra "Le Donne Volanti" presso Palazzo Montecitorio, su invito della Presidente della Camera.
- 2018 “le Donne Volanti” sono alla mostra collettiva New Perspective alla Triennale di Milano con la curatela di Denis Curti.
- 2019 mostra antologica presso Plenum Gallery di Catania a cura di Massimo Siragusa
- 2019 personale presso galleria MayDay di Porto Potenza Picena a cura di Mauro Mazziero.
- 2019 collettiva “ il giardino incantato” presso Contrasto Galleria a cura di Alessia Paladini
- 2019 “Viaggio intorno a casa” presso Centro Formazione Arti Visive, Cecina.
- 2019  “Racconti di volo e di danze”  Museo Civico, Foggia
- 2019  Il lavoro fotografico sulla città di Vetralla viene esposto in modo permanente nelle vie del centro storico.
- 2021 "I giovani di Calabria", castello di Corigliano Calabro.
- 2021 "La liquidità del movimento", spazio Ghergo, Montefano.
- 2022 " A Disegnar le Vigne", galleria Still, Milano, a cura di Denis Curti.
- 2023 " Le Donne Volanti" palazzo Sant' Agostino, Montegiorgio, a cura di Chiara Fermani.
- 2023 " Gli ultimi Contadini", fototeca comunale, Potenza Picena.
- 2024 " Gli Ultimi Contadini", Fase Festival, Otranto, a cura di Alessia Locatelli.
- 2024 " Le Donne Volanti", festival Martinafranca a cura di Raimondo Musolino.
- 2024 " Gli Ultimi Contadini", Festival della Fotografia Italiana, Fiaf, Salone del Lanificio,  Stia.
- 2024 " Fedeli alla tribù", festival Photo Life, Colorno.
- 2024 "Cammino Verso Niente", Museo Ghergo Montefano, a cura di Vincenzo Izzo.
- 2024 " Il Respiro della Terra", (bi-personale con Christian Tasso) villa Baruchello, Porto Sant' Elpidio, a cura di Alessia Locatelli.